# Eparchia di Bruxelles e del Belgio
L'eparchia di Bruxelles e del Belgio (in russo Брюссельско-Бельгийская епархия?; in francese Diocèse de Bruxelles et de Belgique) è una eparchia della Chiesa ortodossa russa, appartenente all'Esarcato patriarcale dell'Europa occidentale.

## Territorio
L'eparchia estende la sua giurisdizione sul Belgio e il Lussemburgo.
Sede eparchiale è la città di Bruxelles; a Ixelles si trova la cattedrale di San Nicola il Taumaturgo.
Dall'11 aprile 1987 l'eparca è Simone Ishunin.

## Storia
Nel 1862 fu eretta, nella missione imperiale russa a Bruxelles, la chiesa di San Nicola, la più antica chiesa ortodossa del Belgio. Dopo la rivoluzione del 1917, la diaspora russa permise la creazione di altre parrocchie ortodosse.
Nel 1929 fu nominato il primo vescovo ortodosso per le comunità russe del Belgio, Alexandre Nemolovsky, che fece della chiesa di San Nicola la sua sede cattedrale. Il 5 giugno 1937 il re del Belgio Leopoldo III riconobbe ufficialmente l'eparchia ortodossa del Belgio, che dopo la seconda guerra mondiale passò sotto la giurisdizione del patriarcato di Mosca.
Il 28 dicembre 2018, con decisione del Santo Sinodo della Chiesa ortodossa russa, l'eparchia è entrata a far parte dell'Esarcato patriarcale dell'Europa occidentale.